# Harrison White
Harrison Colyar White, född 21 mars 1930 i Washington, D.C., död 18 maj 2024 i Tucson, Arizona, var en amerikansk sociolog och Giddings professor emeritus i sociologi vid Columbia University. 
White spelade en betydelsefull roll i "Harvard-revolutionen" beträffande sociala nätverk och New York-skolan i relationell sociologi.

## Verk
White har fått erkännande för utvecklingen av ett antal matematiska modeller gällande samhällsstrukturen, inklusive vakanskedjor och blockmodeller. Han var även ledare för en revolution inom sociologin vilken fortfarande pågår och använt modeller av social struktur som bygger på relationsmönster istället för att fokusera på individers attribut och attityder.